# Akadeemia
Akadeemia ist eine estnische Wissenschafts- und Kulturzeitschrift, die monatlich erscheint.

## Vorgeschichte
Eine Zeitschrift mit dem Namen Akadeemia hat es in Estland bereits von 1937 bis 1940 gegeben. Sie war damals von Intellektuellen aus dem Umfeld der Universität Tartu gegründet worden und verstand sich als Gegengewicht zur autoritären Politik von Konstantin Päts. Nach der Sowjetisierung Estlands von 1940 und der Besetzung des Landes nach dem Zweiten Weltkrieg wurde die Zeitschrift wie viele andere eingestellt.

## Neustart
Erst nach dem Wegfall der Zensur in Estland im Zuge der Singenden Revolution war an eine Wiederbelebung der Vorkriegstradition zu denken. Nach längeren Vorbereitungen konnte im April 1989 die erste Nummer erscheinen, nachdem sie bereits im Dezember 1988 in Satz gegangen war. Der langwierige Produktionsprozess hängt unter anderem mit der Zensur zusammen, die damals noch in (Sowjet-)Estland herrschte. Erst ab der vierten Nummer (Juli 1989) war die Zensur vollkommen weggefallen. Seit 1990 erscheinen 12 Hefte pro Jahr, die jeweils über 200 Seiten stark sind, ein Jahrgang umfasst somit in der Regel über 2.500 Seiten.
Chefredakteur der Neugründung wurde der estnische Dichter und Übersetzer Ain Kaalep, der in seinem programmatischen Vorwort der ersten Nummer den Rahmen absteckte: „Akadeemia ist bestrebt, das heutige Niveau und die neuesten Errungenschaften der verschiedenen wissenschaftlichen Disziplinen möglichst vielen Lesern zu vermitteln, ohne von ihnen universelle Spezialbildung zu verlangen, gleichzeitig jedoch populärwissenschaftliche Vereinfachung zu vermeiden, in der Hoffnung, auf diese Weise ein notwendigerweise interdisziplinäres, nach Synthese strebendes Denken herauszubilden.“ Dieser Anspruch leitete sich einerseits von dem nationalstaatlichen Postulat nach einer eigensprachigen akademischen Kultur ab, bezog sich andererseits aber auch explizit auf Friedrich Schiller, dessen Einführung zur Rheinischen Thalia Kaalep im Vorwort ebenfalls heranzog: „Die Rheinische Thalia wird jedem Gegenstande offen stehen, der den Menschen im Allgemeinen interessiert und unmittelbar mit seiner Glückseligkeit zusammenhängt.“

## Bedeutung
Die Auflage des ersten Heftes betrug 15.000 Exemplare und ging bis Mitte der 1990er-Jahre auf etwas unter 3.000 zurück. Seitdem ist sie weiter gesunken und betrug im August 2017 1570 Exemplare.
Neben der Interdisziplinarität und Konzentration auf aktuelle wissenschaftliche und gesellschaftliche Themen ist auch die Hinwendung zu vergessenen Texten ein wichtiges Anliegen der Zeitschrift. So werden im Anhang, jeweils über mehrere Nummern ausgedehnt, zahlreiche verschüttete Texte der estnischen Kulturgeschichte wieder zugänglich gemacht. Dabei kann es sich sowohl um nie publizierte Manuskripte als auch um einstige Publikationen handeln, die infolge der stalinistischen Säuberungsaktionen in Vergessenheit geraten waren. Letzteres betraf beispielsweise einen Text von Uku Masing, der bereits 1940 erschienen, aber kaum rezipiert worden war. Nach seiner Wiederentdeckung ist ein Zitat hieraus bekannt geworden und gerne auch von dem späteren Präsidenten Estlands, Lennart Meri, verwendet worden: „Kleine Völker haben schon deswegen einen weiteren Horizont, weil sie an der Existenz der anderen nicht vorbeikönnen.“

## Chefredakteure
- Ain Kaalep 1989-2001
- Toomas Kiho 2002–

## Einzelbelege
1. ↑  Cornelius Hasselblatt: Geschichte der estnischen Literatur. Von den Anfängen bis zur Gegenwart. Berlin, New York: Walter de Gruyter 2006, S. 503.
2. ↑  Angaben im Impressum des ersten Heftes.
3. ↑  Der Geist von Tartu bekommt eine Stimme, in: Estonia 3/1989, S. 129.
4. ↑  Ain Kaalep: Teed jätkates, in: Akadeemia 1/1989, S. 4.
5. ↑  Nachlese zu Schillers Werken nebst Variantensammlung. Vierter Band. Stuttgart und Tübingen: J.G. Cotta’scher Verlag 1841, S. 157.
6. ↑  Angaben im Impressum des ersten Heftes.
7. ↑  Siehe: http://www.postimees.ee/2469363/akadeemia-viljeleb-demokraatlikku-vaimsust-ettevotte-tulumaks-lohestab-valitsusliitu-kriitika-valismaalt-edgar-savisaare-osavott-rublamuugi-erikomisjonist-laheb-tana-haaletusele-reformierakondlased-pakuvad-riigikogule-uurimiseks-tallinna-korruptsioo
8. ↑  So verzeichnet im Innendeckel des Heftes 8/2017.
9. ↑  Uku Masing: Kiriku ülesanne kultuurimandumisel, in: Akadeemia 1/1989, S. 144–150; ursprünglich in Tänapäev 5-6/1940, S. 130–132.
10. ↑  Vgl. Cornelius Hasselblatt: Ich liebte eine Estin. Autobiografische Streifzüge. Husum: ihleo verlag 2012, S. 262–264.